# Никифоров, Вячеслав Васильевич
Вячесла́в Васи́льевич Ники́форов (род. 4 декабря 1948) — российский дипломат. Чрезвычайный и полномочный посол (2017).

## Биография
Окончил Университет дружбы народов им. Патриса Лумумбы (1972) и Дипломатическую академию МИД СССР (1991). На дипломатической работе с 1991 года. Владеет английским и французским языками.
- В 1993—1996 годах — советник, старший советник, начальник отдела Департамента кадров МИД России.
- В 1996—2000 годах — советник Посольства России в Нидерландах.
- В 2000—2003 годах — начальник отдела Департамента кадров МИД России.
- В 2003—2007 годах — советник-посланник посольства России в Ирландии.
- В 2007—2011 годах — заместитель директора Департамента кадров МИД России.
- С 20 апреля 2011 по 18 сентября 2017 года — чрезвычайный и полномочный посол России в Республике Маврикий[1][2].

## Дипломатический ранг
- Чрезвычайный и полномочный посланник 2 класса (11 апреля 2006)[3].
- Чрезвычайный и полномочный посланник 1 класса (5 декабря 2013)[4].
- Чрезвычайный и полномочный посол (10 февраля 2017)[5].

## Награды
- Медаль ордена «За заслуги перед Отечеством» II степени (21 июня 1996) — за заслуги перед государством, большой вклад в проведение внешнеполитического курса и обеспечение национальных интересов России, мужество и самоотверженность, проявленные при исполнении служебного долга[6].